# 因格瓦爾·約翰森
因格瓦爾·約翰森（1989年10月18日—）是一位冰島足球運動員。在場上的位置是守門員。他曾效力於冰島足球超級聯賽球隊維京古。他也代表冰島國家足球隊參賽。